# Estação Ferroviária de Sousel
A Estação Ferroviária de Sousel, originalmente denominada de Souzel, foi uma interface do Ramal de Portalegre, que servia a vila de Sousel, no Distrito de Portalegre, em Portugal. Foi inaugurada em 23 de Agosto de 1925, tendo sido o terminal provisório da linha até 20 de Janeiro de 1937, quando entrou ao serviço o troço seguinte, até Cabeço de Vide.

## Descrição
A estação de Sousel está enfeitada com azulejos de padrão com cor verde acinzentada e verde de desenho relevado, originários da Fábrica de Loiça de Sacavém.
Em 2017, a divisão de Património da operadora Infraestruturas de Portugal fez o inventário do antigo complexo ferroviário de Sousel, como parte do programa Revive, tendo sido descrito como tendo uma área coberta 876 m² e bruta de construção de 993 m², e composto por um edifício de passageiros, instalações sanitárias, um cais coberto, cinco casas de habitação, e um depósito de água. De entre o património constante na antiga estação, destacaram-se os elementos dos azulejos, das duas tomas de água, do depósito de água, do guindaste, e do gabarito no exterior. No interior do edifício, realçaram-se a bilheteira, com um separador de filas, o balcão do despacho de bagagens, e um pilar decorado.

## História

### Planeamento
Após a construção da Linha do Leste, o capitão de engenharia Manuel Raimundo Valadas criticou o seu traçado, tendo defendido a instalação de uma linha férrea de Estremoz a Elvas via Sousel, num artigo na Revista das Obras Públicas e Minas. Em 4 de Agosto de 1877, uma comissão da Associação dos Engenheiros Civis Portugueses apresentou um relatório dos estudos que tinha feito sobre a rede de caminhos de ferro nacional, tendo sugerido a construção de uma linha de Estremoz a Chança, passando por Sousel e Fronteira.
No âmbito dos estudos para a elaboração do Plano da Rede ao Sul do Tejo, publicado por um decreto de 27 de Novembro de 1902, foi planeada uma linha entre Estremoz e Portalegre, transitando por Sousel, Cano, Fronteira e Cabeço de Vide. Porém, esta linha só foi classificada em 7 de Maio de 1903, em bitola estreita, e com um traçado modificado, embora mantendo a passagem por Sousel.
O concurso para a Linha de Portalegre decorreu em 23 de Setembro de 1903, tendo a obra sido entregue a José Pedro de Mattos. A notícia da concessão foi recebida com entusiasmo pelos habitantes das povoações onde este caminho de ferro iria passar, incluindo Sousel. No entanto, diversas complicações de ordem financeira e política impediram o concessionário de terminar a obra, pelo que a construção e exploração da linha passou para a responsabilidade do Estado.

### Construção e inauguração
Em 10 de Outubro de 1916, a Direcção dos Caminhos de Ferro do Sul e Sueste da operadora Caminhos de Ferro do Estado levou a cabo a arrematação para o concurso de construção da Estação de Sousel, enquadrado na construção do primeiro lanço da Linha de Portalegre. Esta empreitada consistia no edifício de passageiros, um cais coberto e outro descoberto, uma fossa, uma retrete, uma curraleta, e várias habitações para os funcionários. O lanço entre Estremoz e Sousel do Ramal de Portalegre entrou ao serviço em 23 de Agosto de 1925, tendo sido realizada uma cerimónia de inauguração.

### Abertura do troço até Cabeço de Vide
O Decreto 18.190, de 28 de Março de 1930, reorganizou a rede ferroviária portuguesa, tendo a construção do lanço entre Sousel a Portalegre sido considerada como prioritária. Assim, o lanço seguinte da Linha de Portalegre, até Cabeço de Vide, entrou ao serviço em 20 de Janeiro de 1937.

### Encerramento
O lanço entre Estremoz e Portalegre foi encerrado pela empresa Caminhos de Ferro Portugueses em 2 de Janeiro de 1990.

### Recuperação
Em 2020, a estação de Sousel foi integrada no programa Revive Ferrovia da Secretaria de Estado do Turismo, que tinha como finalidade promover a reabilitação e a reutilização, com fins turísticos, de várias gares ferroviárias encerradas e devolutas em território nacional.